# Црква Пресвете Богородице у Доњем Неродимљу
Црква Пресвете Богородице се налазила у Доњем Неродимљу, насељеном месту на територији општине Урошевац, на Косову и Метохији. Припадала је Епархији рашко-призренске Српске православне цркве.
Црква посвећена Пресветој Богородици, подигнута је 1925. године и налазила у долини испод села на брду Главица. Саграђена је на остацима старијег храма истог имена. Албанци су 1982. године насилно провалили у храм и оскрнавили реликвије.

## Разарање цркве 1999. године
Крајем јуна 1999. године црква је потпуно разорена од стране албанаца, након уласка америчких снага КФОР-а.